# Sweltsa kibunensis
Sweltsa kibunensis är en bäcksländeart som först beskrevs av Kawai 1967.  Sweltsa kibunensis ingår i släktet Sweltsa, och familjen blekbäcksländor. Inga underarter finns listade.